# Низкоэнергетические превращения ядерного вещества
Низкоэнергетические превращения ядерного вещества (Low energy nuclear matter transfomations) — гипотетическая инициация электромагнитным импульсом самоусиливающегося кумулятивного процесса взрывного сжатия материала мишени до ядерной сверхплотности, при которой в результате полного ядерного перерождения материи якобы становится возможным преобразование одних (например, радиоактивных) изотопов — в другие (стабильные, например)

.
На протяжении последних десяти лет (начиная с 1999 г.) в Лаборатории электродинамических исследований ООО «Протон-21» (Украина, г. Киев, руководитель проекта — к.т. н. С. В. Адаменко, а генеральный директор — А. Г. Кохно) проводились финансируемые финансово-промышленной группой «Приват» эксперименты с целью разработки принципов новой технологии утилизации радиоактивных отходов, которые возникают в результате эксплуатации современных АЭС. Разработчики утверждают, что в результате электронного удара по мишени в виде металлической иглы происходит трансмутация элементов, при этом якобы возникают новые сверхтяжёлые элементы (с атомной массой до нескольких тысяч, то есть в десятки раз более тяжёлые, чем все известные науке до настоящего времени, радионуклиды превращаются в стабильные изотопы, причём при трансмутации стабильных ядер никаких радионуклидов не возникает.
Национальная академия наук Украины высказала серьёзные сомнения в достоверности полученных результатов. По мнению директора Института ядерных исследований Ивана Вишневского выводы Станислава Адаменко являются лишь его собственным мнением, и более напоминают фантазию.
Данную мысль поддерживают и другие исследователи.
Первый заместитель министра образования и науки профессор Андрей Гурджий считает, что следует осуществить дополнительные исследования, чтобы избавиться от неточностей в экспериментах и получить повторяемость результатов.

Обозреватель газеты «2000» считает заявления Адаменко ещё одной из «периодически вспыхивающих псевдонаучных сенсаций»: 
"Для людей, хорошо знакомых с историей развития науки, «открытия» Адаменко — не сенсация, а вполне рутинное событие. Длинный список открывателей «философского камня» и вечного двигателя пополнился ещё одной фамилией, на этот раз украинской… Некоторые уважаемые ученые, которые согласились дать уклончиво-положительные отзывы на наукообразную ахинею Адаменко, оправдывались перед своими более принципиальными коллегами, давшими отрицательные заключения, приводя такие аргументы: «С Адаменко полезно дружить. Если он сумел „развести на деньги“ самого Коломойского, то, может, с его помощью и нашей нищей академической науке что-то обломится с барского стола». Не обломилось! Зато осадок остался…
Падение общественной морали проявляется по-разному. Пока студенты покупают курсовые работы и митингуют на майданах за любого, кто платит им почасово наличными, их профессора подписывают сомнительные акты экспертиз тем, кто обещает добыть деньги на развитие науки".

## Эксперимент
Экспериментальная установка напоминала собой типовой «вакуумный диод», анод которого изготавливался в виде иголки для увеличения напряженности электрического поля. В качестве анода использовалась технически чистая медь (99.99 %), хотя возможно использование и других металлов, таких как серебро, тантал, свинец и другие.
| n/n | Элемент | %    |
| --- | ------- | ---- |
| 1   | O       | 3.4  |
| 2   | Al      | 1.7  |
| 3   | Si      | 13.5 |
| 4   | Ca      | 3.4  |
| 5   | Ti      | 0.3  |
| 6   | Mn      | 0.2  |
| 7   | Fe      | 0.2  |
| 8   | Cu      | 33.7 |
| 9   | Ta      | 26.9 |

В экспериментах Адаменко использовались следующие характеристики электронного пучка, который сжимал атомы на поверхности анода:
Энергия электронного «когерентного» пучка: {\displaystyle W_{in}=10^{3}\ }Дж;
Длительность электромагнитного импульса {\displaystyle t_{in}=1\cdot 10^{-8}\ }с;
Мощность электронного импульса: {\displaystyle P_{in}=10^{11}\ }Вт;
Остаточное давление внутри камеры — {\displaystyle P_{in}=1\cdot 10^{-3}\ }Па.
Концентрация компрессированных атомов: {\displaystyle n_{com}=10^{32}\ }1/м³;
«Период решетки» компрессированных атомов: {\displaystyle a_{com}=2.15\cdot 10^{-11}\ }м;
Число атомов, принимающих участие в «трансмутации»: {\displaystyle N_{\Sigma A}=10^{18}\ }шт.
Если принять, что каждый атом мишени имеет около ста атомных масс ({\displaystyle N_{A}=100\ }), тогда суммарное количество протонов и нейтронов (здесь их массы можно не различать), принимающих участие в процессе низкоэнергетического преобразования, будет равна:
{\displaystyle \xi _{exp}=N_{A}\cdot N_{\Sigma A}=10^{20}\ }шт.
Электрическая компрессия одного протона требует энергию:
{\displaystyle A_{Epr}=\alpha _{S}m_{pr}c^{2}=1.097\cdot 10^{-12}\ }Дж.
Таким образом, входная энергия пучка электронов может сжать следующее количество протонов мишени:
{\displaystyle \xi _{in}={\frac {W_{in}}{A_{Epr}}}=9.116\cdot 10^{14}\ }
Отношение реально сжатых протонов к числу протонов сжатых приложенной энергией равно:
{\displaystyle K={\frac {\xi _{exp}}{\xi _{in}}}\approx 10^{5}\ }.
Отсюда следует, что т. н. «дефицит» энергии составляет пять порядков величины (в действительности зависит от конкретного металла мишени).
В процессе экспериментов было выявлено, что вследствие взрывного сжатия мишень, в которую энергия поступает со стороны, разрушается взрывом изнутри. Данный процесс сопровождается радиальным разлётом материала мишени, с последующим оседанием его на накопительном экране. Вещество, осевшее на экране, имеет форму нерегулярно рассеянных капель, шариков, плёнок и другие формы.
После разрушения вершины анода в разных местах кратера, по утверждению авторов, можно найти разный состав химических элементов, что появились (следует напомнить, что до эксперимента анод состоял из технически чистой меди!). Например, для мишени № 1754 в одной из частей кратера находился следующий склад химических элементов, представленных в таблице 1.
Результаты моделирования процессов сжатия атомов мишени электронными пучками в рамках классической физики представлены в многочисленных работах Адаменко.

.
Данных о повторении или подтверждении этих экспериментов в какой-либо другой лаборатории мира нет.
Валерий Шулаев (к.ф.м.н., с.н.с., зам.гендиректора ННЦ НАНУ «ХФТИ», участвовавший в одной из комиссий, исследовавших деятельность лаборатории ООО «Протон-21») и Валерий Тырнов (к.ф.м.н., доцент) аргументированно объясняют обнаружение после электронного удара в меди примесей других элементов переносом микрочастиц пыли из воздуха лаборатории при разгерметизации экспериментального объёма, выполнявшейся многократно за время одного эксперимента. По оценкам этих авторов, энерговыделение 10-30 МДж, которое (как сообщает в своём интервью С. В. Адаменко) якобы наблюдалось в экспериментах, соответствует взрыву 2,5-8 кг тротила, что уничтожило бы экспериментальную установку.
Тем не менее, прежде чем делать окончательные выводы, некоторые учёные предлагают внимательно изучить как результаты проведённых в лаборатории экспериментов, так и теоретические модели, в рамках которых эти результаты интерпретируются.
Тем более, что в последнее время уже наметилось промышленное производство энергетических установок E-Cat на основе LENR.